# Esplosione dell'Arsenale Imperiale
L'esplosione dell'Arsenale Imperiale (王恭廠大爆炸T, Wáng gōng chǎng dà bàozhàP, lett. "Grande esplosione dell'arsenale del re"), conosciuta anche come esplosione del Wanggongchang o Grande esplosione di Tianqi (天啟大爆炸T, Tiānqǐ dà bàozhàP), è stata una catastrofica esplosione avvenuta il 30 maggio 1626, durante il tardo regno dell'imperatore Tianqi, a Pechino. Secondo quanto riferito, l'esplosione, il cui epicentro fu un importante centro di produzione di polvere da sparo e le cui cause non sono a tutt'oggi del tutto note, uccise circa 20 000 persone e diede un importante colpo alla già traballante autorità della dinastia Ming.

## La struttura
L'Arsenale Imperiale (王恭廠T, Wáng gōng chǎngP, lett. "Arsenale del re") si trovava circa 3 chilometri a sud-ovest della Città Proibita, nell'attuale distretto centrale di Xicheng. L'arsenale, in cui lavorava un numero di persone che si aggirava sulle 70-80 unità, era una delle sei fabbriche di polvere da sparo amministrate dal Ministero dei Lavori nell'area di Pechino, nonché una delle principali strutture di stoccaggio di armature, armi da fuoco, archi, munizioni e polvere da sparo per gli Shenjiying, ossia una delle tre divisioni militari che difendevano la capitale durante il regno della dinastia Ming.

## L'esplosione
Il resoconto più dettagliato dell'esplosione è contenuto in un dibao, vale a dire una specie di bollettino imperiale, contemporaneo intitolato "Avviso ufficiale sulla Calamità Celeste" (天變邸抄T, Tiānbiàn DĭchāoP). L'esplosione sarebbe avvenuta tra le 9 e le 11 nella tarda mattinata del 30 maggio 1626. Il cielo era limpido quando improvvisamente si udì un forte rombo proveniente da nord-est che raggiunse gradualmente la parte sud-occidentale della città, seguito da nuvole di polvere e scuotimenti di case. A questo seguirono prima una scia luminosa contenente una "grande luce" e poi un enorme botto che "frantumò il cielo e sbriciolò la terra", dopo il quale il cielo divenne buio e tutto all'interno di una zona di 13 lǐ quadrati, vale a dire circa 4 km², fu completamente spazzato via. Secondo il bollettino, le strade erano irriconoscibili, disseminate di macerie e inondate di tegole cadenti e la forza dell'esplosione fu così grande che molti grossi alberi furono sradicati e proiettati fin nel distretto di Miyun. Un leone in pietra del peso di tre tonnellate fu lanciato oltre le mura della città proibita.
Il rumore dell'esplosione si udì fino a Tongzhou a est, Hexiwu (oggi assorbita dal distretto di Wuqing) a sud, Miyun e Changping a nord, e tremori furono avvertiti a oltre 150 km di distanza, nelle città di Zunhua, Tientsin e Datong e nei distretti di Xuanhua e di Guangling. Il terreno attorno alle immediate vicinanze dell'Arsenale Imperiale, epicentro dell'esplosione, affondò per oltre 2 zhang (circa 6,5 m), tuttavia i danni dovuti al fuoco furono relativamente pochi. Fu segnalato anche come le nuvole nel cielo epicentro avessero assunto strane forme: alcune sembravano fili disordinati di seta, alcune erano multicolori e altre ancora "sembravano un lingzhi nero", che si ergeva nel cielo e che si era infine disperso solo molte ore dopo.
Diversi funzionari governativi della città rimasero uccisi, feriti o dispersi durante l'esplosione, e alcuni di loro furono sepolti vivi nelle loro case. Il Ministro dei Lavori, Dong Kewei (董可威T), si ruppe entrambe le braccia e in seguito dovette ritirarsi completamente dalla politica. Oltre 2 000 lavoratori impegnati nella ristrutturazione della Città Proibita caddero dal tetto o dalle mura e restarono uccisi; l'imperatore Tianqi, che al momento dell'esplosione stava facendo colazione nel Palazzo della Purezza Celeste (o "Palazzo Qianqin"), iniziò a correre verso il Palazzo dell'Unione seguito da una sola guardia, l'unica rimasta calma quando tutti gli altri servitori erano andati nel panico, che fu però uccisa da un detrito staccatosi dal tetto, così come rimase ucciso anche Zhu Cijiong (朱慈炅T), l'unico erede maschio dell'imperatore, che, sempre secondo il sopraccitato dibao, morì a soli 7 mesi in seguito allo shock.

## Conseguenze
Al momento dell'esplosione, la tarda dinastia Ming stava già soffrendo una crisi interna a causa della corruzione politica, dei conflitti tra fazioni e dei ripetuti disastri naturali (che alcuni storici sostengono siano stati dovuti alla piccola era glaciale) che portarono a rivolte e ribellioni contadine. L'orrore dell'esplosione dell'Arsenale Imperiale amplificò il tutto, tanto che i membri della corte imperiale criticarono l'imperatore Tianqi credendo che l'incidente fosse una punizione del Cielo e un avvertimento a correggere i peccati dovuti all'incompetenza personale dell'imperatore stesso. Quest'ultimo fu addirittura costretto a pronunciare pubblicamente un discorso di pentimento e stanziò 20 000 tael d'oro per organizzare i soccorsi.

## Conseguenze sociopolitiche
L'esplosione dell'Arsenale Imperiale può essere considerata per diversi motivi un evento fondamentale nella storia della Cina moderna. La distruzione dell'Arsenale Imperiale, uno dei più grandi magazzini e impianti di produzione di armi e munizioni, causò una perdita di equipaggiamenti da cui le truppe dell'epoca Ming non si ripresero mai. L'oro stanziato per le opere di soccorso e ricostruzione mise a dura prova il già magro bilancio del governo Ming, che già soffriva delle crescenti spese militari necessarie a reprimere la ribellione degli Jurchi comandati da Nurhaci in Manciuria e della dilagante evasione fiscale messa in atto dalla classe medio-alta nella parte meridionale dell'impero, notoriamente la più ricca. La credenza poi che l'incidente fosse una punizione celeste per il fallimento personale dell'imperatore Tianqi (che era più interessato alla carpenteria che al governo del paese) erose ulteriormente l'autorità della monarchia Ming e il rispetto dell'opinione pubblica verso di essa.
Come detto, l'esplosione dell'Arsenale Imperiale causò anche la morte dell'unico figlio sopravvissuto dell'imperatore Tianqi, il principe ereditario Zhu Cijiong, lasciando l'imperatore senza eredi diretti. Tianqi morì l'anno seguente e il suo fratellastro minore, il principe Zhu Youjian, ereditò il trono come imperatore Chongzhen. Una volta salito al potere, quest'ultimo epurò il capo eunuco Wei Zhongxian, da lui sempre odiato, rimuovendo quello che di fatto era un fattore stabilizzante all'interno della corte Ming. Le lotte intestine tra la fazione Donglin, che in precedenza era stata brutalmente perseguitata e repressa da Wei, e i suoi vari oppositori politici si intensificarono ulteriormente e ciò, unitamente all'avventatezza di alcune decisioni di Chongzhen, accelerò ulteriormente il declino e infine la caduta della dinastia Ming, che avvenne 18 anni dopo.

## Possibili cause
La causa dell'esplosione non è mai stata accertata. Sebbene ci siano diversi documenti storici dettagliati riguardanti la vicenda, l'incidente avvenne ben prima della diffusione della scienza moderna in Cina e le interpretazioni contemporanee sono quindi minate da speculazioni superstiziose, tanto che c'è chi sostiene che anche lo stesso resoconto imperiale, ossia l'unico ufficiale, possa essere stato redatto con toni esagerati e tinte da stampa scandalistica. Nel corso dei secoli sono state avanzate diverse teorie, tra cui l'esplosione di una grande quantità di polvere da sparo, lo scoppio in aria di una meteora, l'esplosione di un deposito sotterraneo di gas naturale e persino un'eruzione vulcanica. Nonostante alcune ipotesi siano state anche considerate scientificamente plausibili, non è però stato raggiunto alcun consenso accademico.

## Polvere da sparo
Dato che nell'epicentro del disastro si trovava l'Arsenale Imperiale che, oltre a essere una fabbrica di armi, era anche un deposito militare in grado di "inviare 3 000 jin (circa 1,8 tonnellate) di polvere da sparo ogni cinque giorni", sin dall'inizio si è reputato che l'esplosione fosse stata dovuta all'accidentale innesco della polvere da sparo. In particolare il tutto potrebbe esser stato dovuto a scariche elettrostatiche createsi nel corso di una disattenta manipolazione o un insicuro trasporto del materiale, o anche a sabotaggi effettuati da spie della dinastia Jin posteriore.
Qualunque sia stata la causa, essa è comunque talvolta citata come prova del declino della qualità amministrativa del governo Ming.

## Bolide

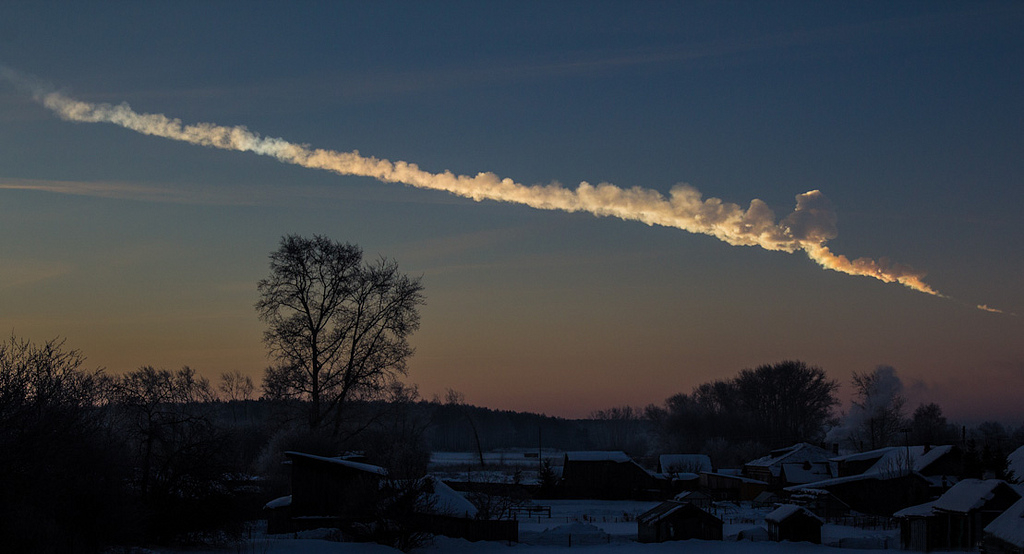
La scia di fumo della meteora caduta a Čeljabinsk nel 2013, la cui porzione a forma di bulbo assomiglia alla porzione superiore di una nube a fungo, ma con il gambo che prosegue lateralmente e non verso il basso.

L'ipotesi che a provocare l'esplosione sia stato un bolide si basa sul fatto che la descrizione e la magnitudine dell'esplosione sono decisamente coerenti con quelle di una meteora che esplode a mezz'aria a bassa/media altitudine mentre entra nell'atmosfera terrestre; l'eventuale esplosione della polvere da sparo immagazzinata nell'Arsenale Imperiale potrebbe quindi essere stata causata dall'onda d'urto derivante da questa prima esplosione.
La descrizione di un iniziale flash luminoso seguito da un suono assordante e quindi da un rombo e dalla pioggia di rocce e granelli di metallo, assomiglia alle moderne descrizioni di eventi dovuti all'esplosione di bolidi, come quello dovuto alla nota meteora esplosa nei cieli di Čeljabinsk nel 2013. La descrizione delle conseguenze dell'esplosione trova poi alcune somiglianze con quanto accaduto alle foreste siberiane in seguito all'evento di Tunguska del 1908. Sebbene non sia stata trovata alcuna traccia di un classico cratere da impatto meteorico e la descrizione di una presunta nube a fungo suggerisca un'altra causa dell'esplosione, va considerato comunque che anche l'evento di Tunguska, che diede luogo a un'esplosione di potenza stimata tra i 10 e i 30 megatoni (più di 1 000 volte più potente della bomba atomica esplosa ad Hiroshima) nella troposfera medio superiore (a 5-10 km sopra la superficie) non lasciò alcun cratere da impatto.
A sostegno dell'ipotesi meteorica vi sarebbe anche una particolare interpretazione della forma della nube risultante dall'esplosione, che è descritta in effetti come simile a un lingzhi nero, ossia a un fungo che solitamente ha una forma più a ventaglio che non a ombrello come la maggior parte dei funghi, il che farebbe ipotizzare che l'esplosione fosse avvenuta a mezz'aria e non fosse quindi partita dal suolo. Anche la descrizione di altre nubi multicolori descritte come "fili di seta disordinati" può inoltre essere associata alle scie di fumo lasciate da bolidi esplosi in volo.
Se l'ipotesi del bolide fosse confermata, l'esplosione dell'Arsenale Imperiale del 1626 sarebbe l'impatto più letale mai registrato nella storia, sorpassando l'evento di Ch'ing-yang del 1490.